# Южаковська сільська рада
Южа́ковська сільська рада (рос. Южаковский сельский совет) — сільське поселення у складі Троїцького району Алтайського краю Росії.
Адміністративний центр — селище Многоозерний.

## Населення
Населення — 380 осіб (2019; 527 в 2010, 838 у 2002).

## Склад
До складу сільської ради входять:
| Населений пункт      | Населення, осіб (2002) | Населення, осіб (2010) |
| -------------------- | ---------------------- | ---------------------- |
| Многоозерний, селище | 715                    | 447                    |
| Южаково, село        | 123                    | 80                     |